# Aciagrion tonsillare
Aciagrion tonsillare är en trollsländeart som beskrevs av Maurits Anne Lieftinck 1937. Aciagrion tonsillare ingår i släktet Aciagrion och familjen dammflicksländor. Inga underarter finns listade i Catalogue of Life.